# مایکل آدو پوکو
مایکل آدو پوکو (به انگلیسی: Michael Adu-Poku) بازیکن فوتبال اهل انگلستان است که به صورت قرضی از واتفورد در پست مهاجم برای سولیهال مورس بازی می‌کند.